# 关寨镇
关寨镇，是中华人民共和国贵州省六盤水市六枝特区下辖的一个乡镇级行政单位。
2015年3月27日，贵州省人民政府批复同意六枝特区乡镇行政区划调整，新设置的关寨镇辖原堕却乡、箐口彝族仡佬族布依族乡，镇人民政府驻堕却村。

## 行政区划
关寨镇下辖以下地区：
堕却社区、堕却村、毛稗田村、龙潭村、牛坡村、朗树根村、左坝村、上寨村、新发村、团坡村、王家寨村、西克村、半坡村、郎节坝村、箐口村、下麻翁村、荒田村、过瓦村、坝子村、居都村、社勒村和箐口彝族仡佬族布依族乡。